# Jacob Palmstierna
Carl Jacob Palmstierna, född 28 april 1934, död 22 april 2013, var en svensk friherre och bankman. Palmstierna hade släktband till Wallenberg-familjen och rekryterades 1960 till dåvarande Stockholms Enskilda Bank av Marcus Wallenberg, som var kusin till hans mor. År 1989 blev han utnämnd till koncernchef för Skandinaviska Enskilda Banken, men tvingades kort därefter att avgå efter att ha anklagats för skattebrott.

## Utbildning
Jacob Palmstierna avlade ekonomexamen vid Handelshögskolan i Stockholm och erhöll titeln civilekonom. Han var även Handelshögskolans i Stockholm studentkårs ordförande 1959-1960. Han studerade sedan vid Wharton School of the University of Pennsylvania i USA.

## Karriär
Palmstierna fick 1960 tjänst på Stockholms Enskilda Bank,  sedermera Skandinaviska Enskilda Banken, där han  var verksam i 30 år, varav 14 år i dess verkställande ledning. Under några månader 1989 var han bankens koncernchef, men tvingades avgå efter anklagelser och åtal för skattebrott. Han friades i tingsrätten och domen överklagades inte. Från 1990 var han verksam i Nordbanken, sedermera Nordea, som vice ordförande och ordförande i tio år. Han var även styrelseledamot i ett antal svenska bolagsstyrelser, bland andra Stora Kopparberg AB, Electrolux och Tetrapak.

## Tjänstebostadsskandalen och avgången från SE-Banken
Den 22 juli 1989 publicerade Svenska Dagbladet den första i en rad av artiklar, som handlade om omständigheterna kring den tjänstebostad, som Palmstierna sedan tio år hyrde av bankkoncernen, och som kom att utvecklas till den så kallade Palmstierna-affären. Affären rönte stor uppmärksamhet och blev en följetong i media under flera månader. 
Vid Palmstiernas tillträde, som SE-Bankens högste chef, hade banken köpt hans villa i Djursholm och hyrt ut den till honom för 3000 kronor per månad. Hyresbeloppet ansågs vid denna tid som ytterst förmånligt, då det motsvarade kostnaden för en tvårumslägenhet i Stockholms ytterområden, vilket hade fått skattemyndigheten att undersöka upplägget. 
Sedan Palmstierna vid en intervju med tidningen uttryckt att hyran för villan var marknadsmässig, det vill säga helt normal, eskalerade affären. Den nådde en kulmen, då det några dagar senare visade sig att Palmstierna själv hyrde ut en villa i samma område för en månadshyra på 30.000 kronor. Den 21 september 1989 gjorde polisen en husrannsakan på Palmstiernas kontor. Hans förtroende som bankman ansågs vara förbrukat och han fick inget stöd eller försvar av Wallenberg-familjen eller bankens styrelse, vilket ledde till att han den 14 november 1989 lämnade in sin avskedsansökan.

## Handelshögskolan i Stockholm
Palmstierna utsågs av Handelshögskoleföreningen till ledamot i Handelshögskolan i Stockholms direktion, Handelshögskolan i Stockholms högsta verkställande organ, 1971–1996. Han var direktionens skattmästare (ekonomiansvarig) 1972–1996. Han mottog 1996 Ekonomiska forskningsinstitutet vid Handelshögskolan i Stockholms årliga pris, kallat EFI Research Award (idag SSE Research Award) till personer som "aktivt bidragit till att skapa goda förutsättningar för forskning inom de administrativa och ekonomiska vetenskaperna." Han utnämndes till ekonomie hedersdoktor vid Handelshögskolan i Stockholm (ekon.dr h.c.) 1989.

## Böcker av Jacob Palmstierna
- Jacobs stege – triumfer och nederlag i en bankmans liv (2008)
- Egendomspraktikan (2009)

## Utmärkelser, ledamotskap och priser
- Ledamot av Vetenskapssocieteten i Lund (LVSL)[9]
- SSE Research Award 1996

## Familj
Jacob Palmstiernas yngre bror är Fredrik Palmstierna, ordförande i Latour AB. Han var bosatt på Maltesholms slott utanför Kristianstad.